# Deng Longlu
En astronomie chinoise, Deng Longlu (litt. « le cadre de la lanterne ») désigne l'astérisme correspondant à la constellation occidentale de la Croix du Sud. L'astérisme proprement dit comporte les quatre étoiles principales de la constellation, c'est-à-dire :
- Alpha Crucis (Acrux, au sud)
- Beta Crucis (Mimosa, à l'est)
- Gamma Crucis (Gacrux, au nord)
- Delta Crucis (à l'ouest)

L'étoile Epsilon Crucis, située entre α Cru et γ Cru ne fait pas partie de l'astérisme chinois, bien qu'étant très aisée à repérer, à l'instar du drapeau de la Nouvelle-Zélande qui lui non plus ne représente pas cette étoile tout en représentant la Croix du Sud (à l'inverse, le drapeau de l'Australie inclut ε Cru).
Cet astérisme est relativement peu discuté dans les traités d'astronomie chinoise. La raison en est qu'il n'est pas visible depuis les latitudes de la Chine. Son utilité se cantonnait principalement à l'aide à la navigation pour les marins s'aventurant significativement plus au sud, comme ceux contournant la péninsule indochinoise. De ce fait, c'est avec l'astérisme Nanmen (très probablement Alpha et Beta Centauri) l'astérisme le plus méridional décrit en astronomie chinoise.

## Référence
- (en) Francis Richard Stephenson et David A. Green, Historical supernovae and their remnants, Oxford, Oxford University Press, 2002, 252 p. (ISBN 0198507666), pages 197 et 198.